# 広成子

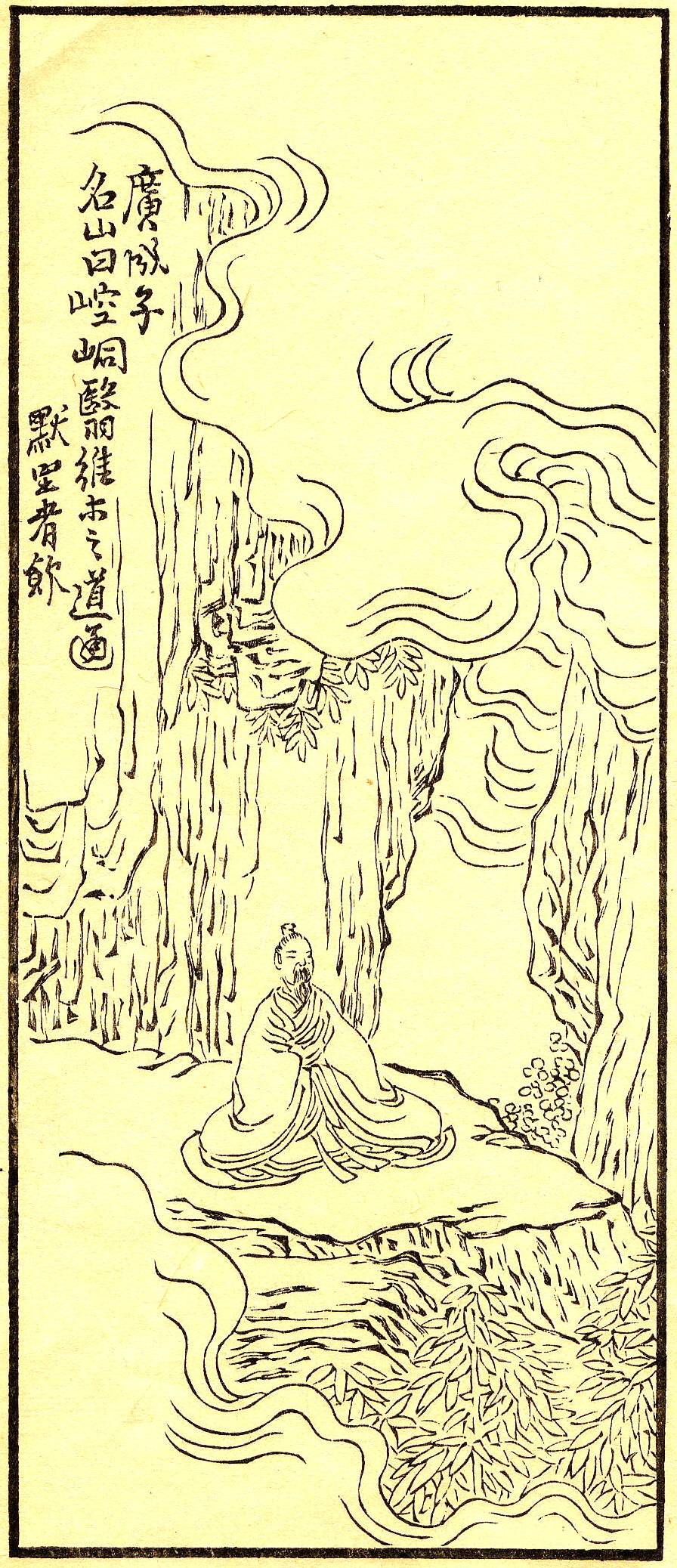
広成子　『列仙酒牌』より

広成子（こうせいし）は中国の小説『封神演義』や『神仙伝』に登場する仙人。

## 神仙伝での広成子
『神仙伝』巻一の『広成子』によると、広成子は古代の仙人で、崆峒山の石の部屋で暮らしていた。彼が千二百歳の時に黄帝が至上の道の要旨について尋ねてきたが、広成子は「お前が天下を治めるようになってから鳥類はその季節にもならないのに飛び立ち、草木は黄葉する前に散るようになった」と言って断った。黄帝が三ヶ月間閉居した後に再び教えを請うと、広成子はこれに答えたという。
また同じく『神仙伝』巻一の『老子』では、老子は黄帝のときは広成子になったという記述がある。

## 封神演義の広成子
元始天尊の弟子で、崑崙十二大師のひとり。
九仙山・桃源洞の主。商の太子である殷郊が処刑されかけた際、これを助けて己の弟子とした。
十絶陣の戦いで他の兄弟弟子と共に西岐を訪れ、姜子牙たちに助力した。その際に金光聖母を倒し、金光陣を破っている。
周を援けるために弟子の殷郊を三面六臂の姿に変え、決して裏切ることのないよう言い含めて下山させたが、殷郊は申公豹に惑わされて商に加担してしまった。その際下山するが、桃源洞の宝である番天印を殷郊に与えてしまっていたため、これを封じるために玄都、西方を回って二つの旗を借り出した（正確には四つの旗が必要だったのだが、その内の一つである玉虚宮の杏黄旗は既に手元にあり、瑶池の素色雲海旗は南極仙翁が借り出した）。
また火霊聖母を番天印で倒し、彼女の遺品である金霞冠を碧遊宮に届けたことで截教徒を怒らせ、後に誅仙陣が敷かれるきっかけをつくった。誅仙陣・万仙陣でも兄弟弟子と共に戦った。